# Ennio Antonelli
Ennio Antonelli (Todi, 18 novembre 1936) è un cardinale e arcivescovo cattolico italiano, dal 26 giugno 2012 presidente emerito del Pontificio consiglio per la famiglia.

## Biografia
Nasce a Todi, allora sede vescovile, in provincia di Perugia, il 18 novembre 1936.

### Formazione e ministero sacerdotale
Frequenta il ginnasio nel Seminario vescovile di Todi, quindi il liceo nel Pontificio seminario regionale umbro ad Assisi.
Studia filosofia e teologia alla Pontificia Università Lateranense. Viene ordinato presbitero nel 1960 per la diocesi di Todi. È assistente ecclesiastico dell'Associazione Maestri Cattolici, del Movimento Maestri di Azione Cattolica e del Gruppo Laureati di Azione Cattolica, quindi rettore del Seminario.
Si laurea in Lettere classiche all'Università degli Studi di Perugia. Insegna lettere e storia dell'arte, dal 1968 al 1983 nei licei, insegna in pari tempo teologia dogmatica all'Istituto Teologico di Assisi.

### Ministero episcopale e cardinalato

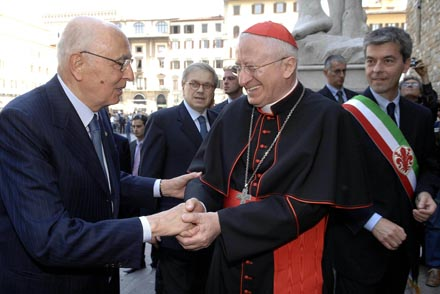
Il Presidente della Repubblica Italiana, Giorgio Napolitano, accolto, al suo arrivo a Palazzo Vecchio di Firenze, dal cardinale Ennio Antonelli e dal sindaco Leonardo Domenici in occasione della cerimonia di apertura della Conferenza Nazionale per la Famiglia.

Nel 1982 è nominato vescovo di Gubbio, quindi promosso arcivescovo di Perugia-Città della Pieve (6 novembre 1988). In questo ruolo è anche presidente della Conferenza Episcopale Umbra. Viene nominato da papa Giovanni Paolo II segretario generale della Conferenza Episcopale Italiana, nel 1995, confermato dal papa nella stessa carica nel 2000.
Il 21 marzo 2001 viene nominato arcivescovo metropolita di Firenze, il 21 ottobre 2003 è creato cardinale del titolo di Sant'Andrea delle Fratte.
Ha svolto un'intensa attività pastorale ed ha partecipato a numerosi convegni nazionali nei vari settori pastorali. Importante il suo contributo nella preparazione del Giubileo del 2000, con riferimento ai giovani, ad artisti e ai lavoratori.
Il 7 giugno 2008 viene nominato presidente del Pontificio consiglio per la famiglia. Rinuncia all'incarico, per raggiunti limiti d'età, il 26 giugno 2012, e gli succede l'arcivescovo Vincenzo Paglia.
È stato membro del Pontificio consiglio per i laici e del Pontificio consiglio delle comunicazioni sociali. Abita in una casa nel palazzo di San Callisto a Trastevere.
Ha partecipato al conclave del 2005 che ha eletto papa Benedetto XVI e al conclave del 2013 che ha eletto papa Francesco; il 18 novembre 2016, al compimento dell'ottantesimo compleanno, è uscito dal novero dei cardinali elettori.

## Genealogia episcopale e successione apostolica
La genealogia episcopale è:
- Cardinale Scipione Rebiba
- Cardinale Giulio Antonio Santori
- Cardinale Girolamo Bernerio, O.P.
- Arcivescovo Galeazzo Sanvitale
- Cardinale Ludovico Ludovisi
- Cardinale Luigi Caetani
- Cardinale Ulderico Carpegna
- Cardinale Paluzzo Paluzzi Altieri degli Albertoni
- Papa Benedetto XIII
- Papa Benedetto XIV
- Papa Clemente XIII
- Cardinale Marcantonio Colonna
- Cardinale Giacinto Sigismondo Gerdil, B.
- Cardinale Giulio Maria della Somaglia
- Cardinale Carlo Odescalchi, S.I.
- Cardinale Costantino Patrizi Naro
- Cardinale Lucido Maria Parocchi
- Papa Pio X
- Papa Benedetto XV
- Papa Pio XII
- Cardinale Carlo Confalonieri
- Vescovo Decio Lucio Grandoni
- Cardinale Ennio Antonelli

La successione apostolica è:
- Vescovo Domenico Cancian, F.A.M. (2007)